# Махараштра
Магараштра (маратхі महाराष्ट्र, англ. Maharashtra) — штат на заході центральної Індії, що є другим за кількістю населення у країні. Столиця — місто Мумбай; також у штаті розташоване восьме за кількістю населення в Індії місто Пуне.

## Географія
Магараштра межує зі штатами Гуджарат, Мадг'я-Прадеш, Чгаттісґарг, Андгра-Прадеш, Карнатака і Гоа, на заході омивається водами Аравійського моря. Між Магараштрою і Гуджаратом розташовані союзна територія Дадра і Нагар-Хавелі.
Через постійний приріст населення в останні десятиліття здійснюється великомасштабна вирубка лісів штату.

## Адміністративно-територіальний поділ
Штат поділяється на 6 дивізіонів, які об'єднують у собі 35 округів, 109 підокругів та 359 техсілів.
| Дивізіон   | Площа, км² | Населення, осіб (2011) | Округи | Техсіли |
| ---------- | ---------- | ---------------------- | ------ | ------- |
| Амраваті   | 46027      | 11258117               | 5      | 56      |
| Аурангабад | 64813      | 18731872               | 8      | 76      |
| Конкан     | 30728      | 28601441               | 6      | 50      |
| Нагпур     | 51377      | 11754434               | 6      | 64      |
| Нашік      | 57493      | 18579420               | 5      | 54      |
| Пуне       | 57275      | 23449049               | 5      | 59      |

## Історія
З VIII століття по 973 рік ця територія входила до складу держави Раштракутів, з 973 року тут існувала держава роду Чалук'я, після розпаду якого, в 1189, утворилася держава Ядавів. Ядави були завойовані військами Делійського султанату в 1317 році.
На території сучасної Магараштри на початку XX століття знаходилися частини тодішніх державних утворень Бомбей, Гайдарабад і центральних провінцій. Після того, як Бомбей розширився на всю територію Магараштри, в 1956 р. його розділили по мовному кордону на штати Гуджарат і Магараштра.
У новітній історії в Магараштрі не раз траплялися збройні зіткнення між послідовниками індуїзму і мусульманами. Крім того не раз здійснювалися теракти проти іноземних підприємств.

## Культура
На території штату існують печерні храми в Аджанті, що мають буддистські поховання і скульптури 200 до н. е. — VII століття, печерні храми Еллора VI-IX століття з будистськими, індуїстськими і джайнійськими скульптурами.
Відома своїми поетами (Самартх Рамдасом, Тукарамом, Чіплункаром), письменниками (Баба Падманаджі), драматургами (Вішнудас Бхаве).

## Економіка
Виробляється: рис, бавовна, арахіс, цукор, мінерали.
Від 2010 року тривають переговори Індії із Францією щодо будівництва концерном Areva шести сучасних ядерних реакторів з водою під тиском типу EPR у штаті Магараштра.

## Наука
У квітні 2023 року, Уряд Індії схвалив будівництво власного детектора гравітаційних хвиль, який побудують за проєктом американського детектора LIGO, на якому було вперше виявлено гравітаційні хвилі, передбачені Ейнштейном 100 років тому. На будівництво LIGO-India мають намір витратити близько 320 мільйонів доларів. Воно розпочнеться поблизу міста Аундха в штаті Махараштра. За словами розробників, це буде комплекс будівель, включно з L-подібним інтерферометром із 4-кілометровими рукавами. На даний час, проєкти будівель уже завершили, дороги до об’єкта підведено, частину обладнання, а саме вакуумні камери, випробувано в лабораторії. Оскільки проєкт LIGO-India стане калькою з проєкту LIGO-USA, то про передачу технологій і проєктної документації сторони, цілком можливо, уже домовились.

## Мова. Релігія
Офіційна мова: маратхі.
Релігія: індуїзм 80 %, парсі, джайнійські і сикхські меншості.

## Губернатори штату
- Алі Явар Джунг (1971—1976)